# كورة باظبي (المحفد)

تعديل مصدري - تعديل

كورة باظبي هي إحدى قرى عزلة المحفد بمديرية المحفد التابعة لمحافظة أبين، بلغ تعداد سكانها 154 نسمة حسب تعداد اليمن لعام 2004.